# Just Whitney
Just Whitney släpptes den 10 december 2002 i Kanada och USA och är ett album av den amerikanska popsångerskan Whitney Houston.

## Låtlista
() = låtskrivare
1. "One of Those Days" (Kevin Briggs, O'Kelly Isley, Jr., Rudolph Isley, Ronald Isley, Ernie Isley, Marvin Isley, Chris Jasper, D. Reynolds, P. Stewart) – 4:15
2. "Tell Me No" (featuring Carlos Santana) (BabyfaceKandi Burruss, Holly Lamar, Annie Roboff) – 3:44
3. "Things You Say" (Charlie Bereal, Kenny Bereal, Missy Elliott, Tweet) – 4:10
4. "My Love" (with Bobby Brown) (Ted Bishop, Gordon Chambers, Greg Charley) – 3:27
5. "Love That Man" (Babyface, Rob Fusari, Calvin Gaines, Eritza Laues, Bill Lee, Balewa Muhammad) – 3:27
6. "Try It on My Own" (Babyface, Jason Edmonds, Carole Bayer Sager, Aleese Simmons, Nathan Walton) – 4:40
7. "Dear John Letter" (Briggs, Dwight Reynolds, Patrice Stewart) – 4:33
8. "Unashamed" (Darius Good, Luke Paterno, Stephanie Salzman, Troy Taylor) – 3:38
9. "You Light Up My Life" (Joe Brooks) – 3:41
10. "Whatchulookinat" (Tammie Harris, Houston, Andre Lewis, Muhammad) – 3:33

### Fotnoter
1. ↑  ”My Love Is Your Love release date”. http://www.allmusic.com/album/my-love-is-your-love-r383028. Läst 19 maj 2008.
2. ↑  Sandra P. Angulo (6 november 1998). ”Whitney Houston records her new album in just six weeks”. Entertainment Weekly. Arkiverad från originalet den 25 juni 2009. https://web.archive.org/web/20090625165647/http://www.ew.com/ew/article/0,,83876,00.html. Läst 7 juni 2010.
3. ↑  George Rush and Joanna Molloy with Marcus Baram and K. C. Baker (7 augusti 1998). ”Two of America's reigning pop divas have a date to duet today”. Daily News. Arkiverad från originalet den 15 augusti 2011. https://archive.today/20110815051338/http://www.nydailynews.com/archives/gossip/1998/08/07/1998-08-07_gay_man_sues_travolta_over_s.html. Läst 7 juni 2010.